# John Farrell
John O’Neil Farrell (ur. 28 sierpnia 1906 w Hammond, zm. 20 czerwca 1994 w Evergreen Park) – amerykański łyżwiarz szybki, brązowy medalista olimpijski.

## Kariera
Największy sukces w karierze John Farrell osiągnął w 1928 roku, kiedy podczas igrzysk olimpijskich w Sankt Moritz zdobył brązowy medal w biegu na 500 m. W zawodach tych wyprzedzili go jedynie Fin Clas Thunberg oraz Norweg Bernt Evensen, którzy ex aequo zajęli pierwsze miejsce. Także Farrell nie stanął sam na najniższym stopniu podium, ex aequo trzecie miejsce zajęli też Fin Jaakko Friman i Norweg Roald Larsen. Na tych samych igrzyskach Amerykanin był ósmy na 1500 m oraz siedemnasty na dystansie 5000 m. Na rozgrywanych cztery lata później igrzyskach w Lake Placid rywalizację w biegu na 500 m ukończył na szóstej pozycji. Zajął także czternaste miejsce podczas mistrzostw świata w Lake Placid w 1932 roku. Był to jego jedyny start w zawodach tego cyklu.
Podczas igrzysk olimpijskich w Garmisch-Partenkirchen w 1936 roku był trenerem reprezentacji USA.